# Oréade
Oréade (Q164) – francuski dwukadłubowy okręt podwodny z okresu międzywojennego i II wojny światowej, jedna z dziewięciu jednostek typu Diane. Okręt został zwodowany 23 maja 1932 roku w stoczni Ateliers et Chantiers de la Seine-Maritime w Le Trait, a w skład Marine nationale wszedł 14 grudnia 1933 roku. Pełnił służbę na Morzu Śródziemnym i Atlantyku, a od zawarcia zawieszenia broni między Francją a Niemcami znajdował się pod kontrolą rządu Vichy. 8 listopada 1942 roku, w pierwszym dniu lądowania Aliantów w Afryce Północnej, „Oréade” została zatopiona w porcie w Casablance w wyniku ostrzału artyleryjskiego i ataków lotnictwa pokładowego.

## Projekt i budowa
„Oréade” zamówiona została w ramach programu rozbudowy floty francuskiej z 1928 roku. Okręt, zaprojektowany przez Marie-Augustina Normanda i Fernanda Fenaux, należał do ulepszonej w stosunku do 600-tonowych typów Sirène, Ariane i Circé serii jednostek o wyporności 630 ton. Usunięto większość wad poprzedników: okręty charakteryzowały się wysoką manewrowością i krótkim czasem zanurzenia; poprawiono też warunki bytowe załóg.
„Oréade” zbudowana została w stoczni Ateliers et Chantiers de la Seine-Maritime w Le Trait (numer stoczniowy 58) . Stępkę okrętu położono 15 sierpnia 1929 roku , a zwodowany został 23 maja 1932 roku.

## Dane taktyczno-techniczne
„Oréade” była średniej wielkości okrętem podwodnym o konstrukcji dwukadłubowej. Długość między pionami wynosiła 64,4 metra, szerokość 6,2 metra i zanurzenie 4,3 metra . Wyporność normalna w położeniu nawodnym wynosiła 571 ton, a w zanurzeniu 809 ton. Okręt napędzany był na powierzchni przez dwa czterosuwowe silniki wysokoprężne Normand–Vickers o łącznej mocy 1400 KM. Napęd podwodny zapewniały dwa silniki elektryczne o łącznej mocy 1000 KM. Dwuśrubowy układ napędowy pozwalał osiągnąć prędkość 14 węzłów na powierzchni i 9 węzłów w zanurzeniu. Zasięg wynosił 2300 Mm przy prędkości 13,5 węzła w położeniu nawodnym (lub 4000 Mm przy prędkości 10 węzłów) oraz 82 Mm przy prędkości 5 węzłów w zanurzeniu . Zbiorniki paliwa mieściły 65 ton oleju napędowego. Dopuszczalna głębokość zanurzenia wynosiła 80 metrów .
Okręt wyposażony był w osiem wyrzutni torped: trzy stałe kalibru 550 mm na dziobie, jedną zewnętrzną kalibru 550 mm na rufie, podwójny zewnętrzny obracalny aparat torpedowy kalibru 550 mm oraz podwójny zewnętrzny obracalny aparat torpedowy kalibru 400 mm . Łącznie okręt przenosił dziewięć torped, w tym siedem kalibru 550 mm i dwie kalibru 400 mm . Uzbrojenie artyleryjskie stanowiło umieszczone przed kioskiem działo pokładowe kalibru 75 mm M1928 L/35 oraz pojedynczy wielkokalibrowy karabin maszynowy Hotchkiss kalibru 13,2 mm L/76. Jednostka wyposażona też była w hydrofony .
Załoga okrętu składała się z 3 oficerów oraz 38 podoficerów i marynarzy.

## Służba
„Oréade” weszła do służby w Marine nationale 14 grudnia 1933 roku . Jednostka otrzymała numer burtowy Q164 . W momencie wybuchu II wojny światowej okręt pełnił służbę na Morzu Śródziemnym, wchodząc w skład 18. dywizjonu 2. Flotylli okrętów podwodnych w Oranie (wraz z siostrzanymi „Méduse”, „Amphitrite” i „La Psyché”) . Dowódcą jednostki był w tym okresie kpt. mar. A.H.M. Vallée . 1 września 1939 roku wszystkie okręty 18. dywizjonu opuściły Oran, udając się do Casablanki .
W czerwcu 1940 roku „Oréade” znajdowała się w składzie 18. dywizjonu, a jej dowódcą był nadal kpt. mar. Vallée (okręt znajdował się w Oranie w remoncie, który miał się zakończyć 1 lipca) . Na początku lipca, po zawarciu zawieszenia broni między Francją a Niemcami, jednostka nadal znajdowała się w Oranie . W listopadzie 1940 roku rozbrojona we wrześniu jednostka (wraz z okrętami podwodnymi „Archimède”, „Aurore”, „La Vestale”, „La Sultane”, „Aréthuse”, „Argonaute” i „La Psyché”) znajdowała się w Tulonie . 17 grudnia 1940 roku „Oréade”, „Aurore” i „La Psyché” w eskorcie niszczyciela „Albatros” wyszły z Tulonu, dwa dni później zawijając do Oranu; 22 grudnia przeszły przez Cieśninę Gibraltarską i nazajutrz dotarły do Casablanki .
W listopadzie 1942 roku, kiedy doszło do lądowania Aliantów w Afryce Północnej, „Oréade” stacjonowała w Casablance (wraz z okrętami podwodnymi „Sidi Ferruch”, „Le Conquérant”, „Le Tonnant”, „Antiope”, „Amazone”, „Orphée”, „La Sibylle”, „Méduse”, „Amphitrite” i „La Psyché”). Rankiem 8 listopada stojące w porcie jednostki dostały się pod silny ogień artylerii amerykańskich okrętów: pancernika USS „Massachusetts” (BB-59) oraz ciężkich krążowników USS „Tuscaloosa” (CA-37) i USS „Wichita” (CA-45) oraz ataków samolotów z lotniskowca USS „Ranger” (CV-4). W wyniku ataku „Oréade” zatonęła na pozycji 33°06′30″N 7°36′58″W/33,108333 -7,616111  . Na pokładzie okrętu zginęło od czterech do siedmiu członków załogi .
W 1944 roku okręt został podniesiony, jednak nie został naprawiony .